# Manuel De Sica
Manuel De Sica (Roma, 24 febbraio 1949 – Roma, 5 dicembre 2014) è stato un compositore italiano.

## Biografia
Figlio di Vittorio De Sica e di María Mercader, era fratello maggiore di Christian De Sica e padre del regista Andrea De Sica, nato dal matrimonio con la produttrice cinematografica Tilde Corsi.
Contemporaneamente alla frequenza del liceo classico, presso il Collegio Nazareno di Roma, Manuel De Sica frequenta i corsi di teoria al Conservatorio di Santa Cecilia, dove studia con Bruno Maderna. Forma con alcuni suoi amici il gruppo musicale The Ancients con il quale fa alcune apparizioni televisive (fra cui una a Studio Uno, programma televisivo condotto da Lelio Luttazzi) e incide due 45 giri. Le sue prime composizioni da camera vengono pubblicate dalla Casa Ricordi dietro interessamento di Renzo Rossellini, direttore artistico dell'Orchestre Philharmonique de Monte-Carlo. Nel 1968 firma la sua prima colonna sonora per il film Amanti, diretto da suo padre Vittorio. Subito dopo compone il commento musicale per la serie televisiva di Ugo Tognazzi FBI - Francesco Bertolazzi investigatore.
Fanno seguito colonne sonore per vari lavori televisivi e per film quali Io e Dio, esordio cinematografico del regista Pasquale Squitieri, Cose di Cosa Nostra di Steno, Io non vedo, tu non parli, lui non sente di Mario Camerini e continua la collaborazione con il padre, per il quale firma le colonne sonore dei successivi Il giardino dei Finzi Contini (per il quale, a soli 21 anni, guadagna una candidatura al Grammy), Lo chiameremo Andrea, Una breve vacanza e Il viaggio. Contemporaneamente si dedica alla composizione di musica sinfonica e di musica da camera con sonate per arpa, per clarinetto, e altri strumenti solisti.
Tra il 1973 e il 1974 incide Thad Jones/Mel Lewis and Manuel De Sica and the Jazz Orchestra con la Thad Jones/Mel Lewis Orchestra.
Nel 1974 dirige anche un film televisivo, L'eroe, che vede suo padre tra gli interpreti. L'attività di compositore di colonne sonore continua con pellicole dirette da Roberto Rossellini, da Dino Risi e Marco Risi, da Claude Chabrol, da Luigi Comencini, da Michele Soavi, da Carlo Verdone, da Enrico Oldoini, da Carlo Vanzina e da moltissimi altri, tra cui suo fratello Christian. Nel 1989 Manuel De Sica è stato premiato con il Globo d'oro della stampa estera per la colonna sonora di Ladri di saponette di Maurizio Nichetti. Nel 1992 ha vinto il Nastro d'argento per Al lupo al lupo di Carlo Verdone, seguito nel 1996 dal David di Donatello per la colonna sonora di Celluloide di Carlo Lizzani.
Manuel De Sica è stato anche presidente dell'associazione "Amici di Vittorio De Sica", per il restauro delle opere paterne, curatore di pubblicazioni su ciascun film restaurato e fondatore dell'associazione "Musica Retrovata", per il recupero di opere musicali inedite o sconosciute. La sua musica è stata eseguita da artisti quali Dino Asciolla, Salvatore Accardo, Flavio Emilio Scogna, Enrico Dindo, Danilo Rossi, Floraleda Sacchi, l'Ensemble Wien Berlin, le sue canzoni sono state interpretate da artisti quali Ella Fitzgerald, Tony Bennett, Dee Dee Bridgewater.
Dopo aver pubblicato, come scrittore, due libri di racconti brevi (Il mio Diavolo Custode e La visita notturna) nel 2012 gli viene assegnato un premio speciale al Festival Alabarda d'oro, mentre viene premiato per la sezione saggistica per il libro Di figlio in padre al "premio nazionale Vincenzo Padula" nel 2013.
Muore a Roma la mattina del 5 dicembre 2014 a 65 anni per un attacco cardiaco; il funerale si è svolto il giorno dopo nella chiesa di Santa Prisca all'Aventino. É sepolto accanto al padre Vittorio nel cimitero del Verano. Alla sua memoria è dedicato il documentario Sciuscià 70 di Mimmo Verdesca e il film I figli della notte di suo figlio Andrea. Ha ricevuto il "premio internazionale Alessandro Cicognini" alla memoria il 7 novembre 2018 organizzato dal "Centro Ricerche e Studi Nazionale Alessandro Cicognini" in collaborazione con il Centro sperimentale di cinematografia e la Cineteca Nazionale; il riconoscimento è stato consegnato dall’attore Lino Capolicchio.
Il 5 dicembre 2024, per i dieci anni dalla scomparsa, si è tenuto il concerto “Manuel De Sica - Una vita in musica” all'Auditorium Parco della Musica di Roma, eseguito dall’orchestra del Conservatorio di Santa Cecilia diretta da Flavio Emilio Scogna.

## Composizioni da concerto pubblicate
- Voice per clarinetto (1971) (Edizioni Ricordi)
- Appunti per pianoforte per pianoforte (1971) (Edizioni Ricordi)
- Tre momenti per l'arpa – Sonata per arpa (1972) (Edizioni Ricordi)
- Canti sotto le feste per coro di voci bianche (1990) Su testi di M. De Sica (Edizioni Pentaflowers)
- Il Giardino dei Finzi Contini – Suite per Orchestra (1998) (Ediz. BMG Ricordi)
- Adagio per violoncello e pianoforte (1999) (Ediz. BMG Ricordi)
- Adagio per viola o clarinetto e pianoforte (1999) Edizioni Sugar Music
- Cinema Suite per piccola orchestra (1998) (Ediz. EMI – Sugar BMG Ricordi)
- Tre film di papà per pianoforte (1999) (Ediz. EMI – Sugar BMG Ricordi)

## Discografia
- Canti sotto le feste per coro di voci bianche dedicato al coro di voci bianche dell'Arcum in: Un Secolo di Voci Bianche (voll. 2), coro di Voci Bianche dell'Arcum, diretto da Paolo Lucci (Ediz. Mus. Pentaphon, 1995)
- Tre pezzi per tromba e organo (Annunci, Scherzo e Pavana) in:	L'Incontro	Massimo Ferigutti (tromba), Pio Sagrillo (organo), con la partecipazione di Rossana Casale (Edizioni Colloquia)
- Il Giardino dei Finzi Contini, colonna sonora originale dal film omonimo (BMG Ariola, 1972)
- Camorra, colonna sonora originale dal film omonimo (BMG Ariola, 1972)
- Il viaggio, colonna sonora originale dal film omonimo (CAM, 1974)
- Jones & Lewis meet De Sica (Thad Jones, Mel Lewis e Manuel De Sica) (Produttori Associati, 1976)
- Lo chiameremo Andrea, colonna sonora originale dal film omonimo (CAM, 1991)
- Dellamorte Dellamore, colonna sonora originale dal film omonimo (GDM, 1994)
- A Manuel De Sica Anthology, antologia (GDM, 1996)
- Sette scialli di seta gialla, Digit Movies (CDD M008)
- A Life in Music, Filarmonica Toscanini, Flavio Emilio Scogna conductor, (Brilliant Classics 94905)

## Colonne sonore
- Amanti, regia di Vittorio De Sica (1968)
- Io e Dio, regia di Pasquale Squitieri (1970)
- Il giardino dei Finzi Contini, regia di Vittorio De Sica (1970)
- Le coppie, regia di Vittorio De Sica, episodio Il leone (1970)
- Cose di Cosa Nostra, regia di Steno (1971)
- Io non vedo, tu non parli, lui non sente, regia di Mario Camerini (1971)
- 7 scialli di seta gialla, regia di Sergio Pastore (1972)
- Lo chiamavano Verità, regia di Luigi Perelli (1972)
- Camorra, regia di Pasquale Squitieri (1972)
- Lo chiameremo Andrea, regia di Vittorio De Sica (1972)
- Una breve vacanza, regia di Vittorio De Sica (1973)
- Viaggia, ragazza, viaggia, hai la musica nelle vene, regia di Pasquale Squitieri (1974)
- La mafia mi fa un baffo, regia di Riccardo Garrone (1974)
- Cagliostro, regia di Daniele Pettinari (1975)
- Il viaggio, regia di Vittorio De Sica (1974)
- Scusi, si potrebbe evitare il servizio militare?... No!, regia di Luigi Petrini (1974)
- Il caso Raoul, regia di Maurizio Ponzi (1975)
- Quel movimento che mi piace tanto, regia di Franco Rossetti (1976)
- Un amore targato Forlì, regia di Riccardo Sesani (1976)
- Occhio alla vedova, regia di Sergio Pastore (1976)
- La madama, regia di Duccio Tessari (1976)
- La portiera nuda, regia di Luigi Cozzi (1976)
- Pazzi borghesi (Folies bourgeoises), regia di Claude Chabrol (1977)
- Quella strana voglia d'amare, regia di Mario Imperoli (1977)
- Canne mozze, regia di Mario Imperoli (1977)
- Caro papà, regia di Dino Risi (1979)
- Sono fotogenico, regia di Dino Risi (1980)
- I guerrieri del terrore, regia di René Cardona Jr. (1980)
- I seduttori della domenica, regia di Bryan Forbes, Édouard Molinaro, Dino Risi e Gene Wilder (1980)
- Vado a vivere da solo, regia di Marco Risi (1982)
- Il momento dell'avventura, regia di Faliero Rosati (1983)
- Un ragazzo e una ragazza, regia di Marco Risi (1984)
- Cuore, regia di Luigi Comencini (1984)
- L'alcova, regia di Joe D'Amato (1984)
- Mi faccia causa, regia di Steno (1984)
- Cuori nella tormenta, regia di Enrico Oldoini (1984)
- Vacanze in America, regia di Carlo Vanzina (1984)
- Lui è peggio di me, regia di Enrico Oldoini (1985)
- Colpo di fulmine, regia di Marco Risi (1985)
- Carabinieri si nasce, regia di Mariano Laurenti (1985)
- Yuppies 2, regia di Enrico Oldoini (1986)
- 45º parallelo, regia di Attilio Concari (1987)
- Soldati - 365 all'alba, regia di Marco Risi (1987)
- Montecarlo Gran Casinò, regia di Carlo Vanzina (1987)
- Il commissario Lo Gatto, regia di Dino Risi (1987)
- Il lupo di mare, regia di Maurizio Lucidi (1987)
- Bellifreschi, regia di Enrico Oldoini (1987)
- Bye Bye Baby, regia di Enrico Oldoini (1988)
- Una botta di vita, regia di Enrico Oldoini (1989)
- Ladri di saponette, regia di Maurizio Nichetti (1989)
- Non più di uno, regia di Berto Pelosso (1990)
- Donne armate, regia di Sergio Corbucci (1990)
- Faccione, regia di Christian De Sica (1991)
- Volere volare, regia di Guido Manuli e Maurizio Nichetti (1991)
- Vacanze di Natale '91, regia di Enrico Oldoini (1991)
- Al lupo, al lupo, regia di Carlo Verdone (1992)
- Ricky & Barabba, regia di Christian De Sica (1992)
- Nel continente nero, regia di Marco Risi (1993)
- Anni 90 - Parte II, regia di Enrico Oldoini (1993)
- Miracolo italiano, regista Enrico Oldoini (1994)
- Dellamorte Dellamore, regia di Michele Soavi (1994)
- Vacanze di Natale '95, regia di Neri Parenti (1995)
- Uomini uomini uomini, regia di Christian De Sica (1995)
- Celluloide, regia di Carlo Lizzani (1996)
- 3, regia di Christian De Sica (1996)
- A spasso nel tempo, regia di Carlo Vanzina (1996)
- Donna di piacere, regia di Paolo Fondato (1997)
- A spasso nel tempo - L'avventura continua, regia di Carlo Vanzina (1997)
- Simpatici & antipatici, regia di Christian De Sica (1998)
- Un bugiardo in paradiso, regia di Enrico Oldoini (1998)
- Vacanze di Natale 2000, regia di Carlo Vanzina (1999)
- Contronatura, regia di Alessandro Tofanelli (2005)
- Un'estate al mare, regia di Carlo Vanzina (2008)
- Un'estate ai Caraibi, regia di Carlo Vanzina (2009)
- L'amore è imperfetto, regia di Francesca Muci (2012)
- Buona giornata, regia di Carlo Vanzina (2012)

## Libri

### Narrativa
- Il mio diavolo custode, Roma, Edizioni Associate, 1996, ISBN 978-88-267-0242-1.
- La visita notturna, presentazione di Walter Pedullà, Cava de' Tirreni, Avagliano Editore, 1999, ISBN 978-88-8309-160-5.

### Saggistica
- Di figlio in padre, Milano, Bompiani, 2013, ISBN 978-88-452-7377-3.